# 长角肉叶荠
长角肉叶荠（学名：Braya siliquosa）为十字花科肉叶荠属下的一个种。